# Giải bóng đá vô địch quốc gia Serbia
Giải bóng đá vô địch quốc gia Serbia (tiếng Serbia: Супер лига Србије / Super liga Srbije), còn được gọi là Mozzart SuperLiga vì lý do tài trợ, là một giải bóng đá chuyên nghiệp tại Serbia và là giải đấu cấp cao nhất của hệ thống giải bóng đá Serbia. Giải đấu có sự tham gia của 16 câu lạc bộ, hoạt động theo hệ thống thăng hạng và xuống hạng cùng với giải bóng đá hạng nhất Serbia.
SuperLiga thường có 16 câu lạc bộ tranh tài, nhưng mùa giải 2020–21 có 20 câu lạc bộ tranh tài, vì Hiệp hội bóng đá Serbia đã tái cơ cấu giải đấu do đại dịch COVID-19.
Các câu lạc bộ Serbia từng thi đấu ở Giải hạng nhất Nam Tư. Giải này được thành lập vào năm 1923 và kéo dài cho đến năm 2003, Nam Tư đổi tên thành Serbia và Montenegro. SuperLiga được thành lập vào mùa hè năm 2005 với tư cách là giải đấu bóng đá hàng đầu đất nước. Từ mùa hè 2006 sau khi Montenegro ly khai khỏi Serbia, giải đấu chỉ có các câu lạc bộ Serbia.
Nhà vô địch SuperLiga hiện tại là Sao Đỏ Beograd. UEFA hiện xếp giải đấu này thứ 13 ở châu Âu trong 55 giải đấu. Giải đấu được gọi là Meridian SuperLiga từ năm 2005 đến năm 2008. Nhà tài trợ chính thức của giải đấu cho đến năm 2015 là nhãn hiệu bia Jelen pivo, với tên Jelen SuperLiga.

## Các nhà vô địch

### Superliga (2006–nay)
Tổng cộng có 39 câu lạc bộ tham gia Superliga từ năm 2006 đến năm 2023. Sau 18 mùa giải, Sao Đỏ Beograd đã giành được 10 danh hiệu vô địch và Partizan đã giành được 8 danh hiệu vô địch. Ngoài ra, Sao Đỏ là đội giữ kỷ lục khi giành được 7 danh hiệu vô địch liên tiếp.
| Mùa giải | Vô địch       | Á quân       | Hạng ba      | Vua phá lưới                                                    | Số bàn |
| -------- | ------------- | ------------ | ------------ | --------------------------------------------------------------- | ------ |
| 2006–07  | Sao Đỏ (26)   | Partizan     | Vojvodina    | Srđan Baljak (Banat)                                            | 18     |
| 2007–08  | Partizan (20) | Sao Đỏ       | Vojvodina    | Nenad Jestrović (Sao Đỏ)                                        | 13     |
| 2008–09  | Partizan (21) | Vojvodina    | Sao Đỏ       | Lamine Diarra (Partizan)                                        | 19     |
| 2009–10  | Partizan (22) | Sao Đỏ       | OFK          | Dragan Mrđa (Vojvodina)                                         | 22     |
| 2010–11  | Partizan (23) | Sao Đỏ       | Vojvodina    | Ivica Iliev (Partizan) Andrija Kaluđerović (Sao Đỏ)             | 13     |
| 2011–12  | Partizan (24) | Sao Đỏ       | Vojvodina    | Darko Spalević (Radnički Kragujevac)                            | 19     |
| 2012–13  | Partizan (25) | Sao Đỏ       | Vojvodina    | Miloš Stojanović (Jagodina)                                     | 19     |
| 2013–14  | Sao Đỏ (27)   | Partizan     | Jagodina     | Dragan Mrđa (2) (Sao Đỏ)                                        | 19     |
| 2014–15  | Partizan (26) | Sao Đỏ       | Čukarički    | Patrick Friday Eze (Mladost Lučani)                             | 15     |
| 2015–16  | Sao Đỏ (28)   | Partizan     | Čukarički    | Aleksandar Katai (Sao Đỏ)                                       | 21     |
| 2016–17  | Partizan (27) | Sao Đỏ       | Vojvodina    | Uroš Đurđević (Partizan) Leonardo (Partizan)                    | 24     |
| 2017–18  | Sao Đỏ (29)   | Partizan     | Radnički Niš | Aleksandar Pešić (Sao Đỏ)                                       | 25     |
| 2018–19  | Sao Đỏ (30)   | Radnički Niš | Partizan     | Nermin Haskić (Radnički Niš)                                    | 24     |
| 2019–20  | Sao Đỏ (31)   | Partizan     | Vojvodina    | Vladimir Silađi (TSC) Nenad Lukić (TSC) Nikola Petković (Javor) | 16     |
| 2020–21  | Sao Đỏ (32)   | Partizan     | Čukarički    | Milan Makarić (Radnik)                                          | 25     |
| 2021–22  | Sao Đỏ (33)   | Partizan     | Čukarički    | Ricardo Gomes (Partizan)                                        | 29     |
| 2022–23  | Sao Đỏ (34)   | TSC          | Čukarički    | Ricardo Gomes (2) (Partizan)                                    | 19     |
| 2023–24  | Sao Đỏ (35)   | Partizan     | TSC          | Matheus Saldanha (Partizan) Miloš Luković (IMT)                 | 17     |
| 2024–25  | Sao Đỏ (36)   | Partizan     | Novi Pazar   | Cherif Ndiaye (Sao Đỏ)                                          | 18     |

| Đội            | Vô địch | Năm vô địch                                                      | Á quân | Hạng ba |
| -------------- | ------- | ---------------------------------------------------------------- | ------ | ------- |
| Sao Đỏ Beograd | 11      | 2007, 2014, 2016, 2018, 2019, 2020, 2021, 2022, 2023, 2024, 2025 | 7      | 1       |
| Partizan       | 8       | 2008, 2009, 2010, 2011, 2012, 2013, 2015, 2017                   | 9      | 1       |
| Vojvodina      |         |                                                                  | 1      | 7       |
| Radnički Niš   |         |                                                                  | 1      | 1       |
| TSC            |         |                                                                  | 1      | 1       |
| Čukarički      |         |                                                                  |        | 5       |
| Jagodina       |         |                                                                  |        | 1       |
| OFK Beograd    |         |                                                                  |        | 1       |
| Novi Pazar     |         |                                                                  |        | 1       |